# Nogaré (Belluno)
Nogaré è un quartiere della città di Belluno.
La località sorge a nordest del centro storico, sulla riva destra del Piave. Il borgo originale è rappresentato da un gruppo di edifici raccolto attorno alle vie per Nogaré e Francesco della Dia, ma è ormai completamente integrato nella recente espansione urbana. A nordest, lungo via Vittorio Veneto-via Tiziano Vecellio si estende la zona industriale di Belluno.
Nel centro sorge la chiesa di San Giovanni Battista (XVII secolo) dipendente dalla parrocchia di San Giovanni Bosco.
Nella località si trovano le cosiddette Fontane di Nogaré, notevole zona di risorgive sita lungo il Piave.
Nogaré è servito dall'autobus urbano (linea B).